# Jakobistraße 9 (Hannover)

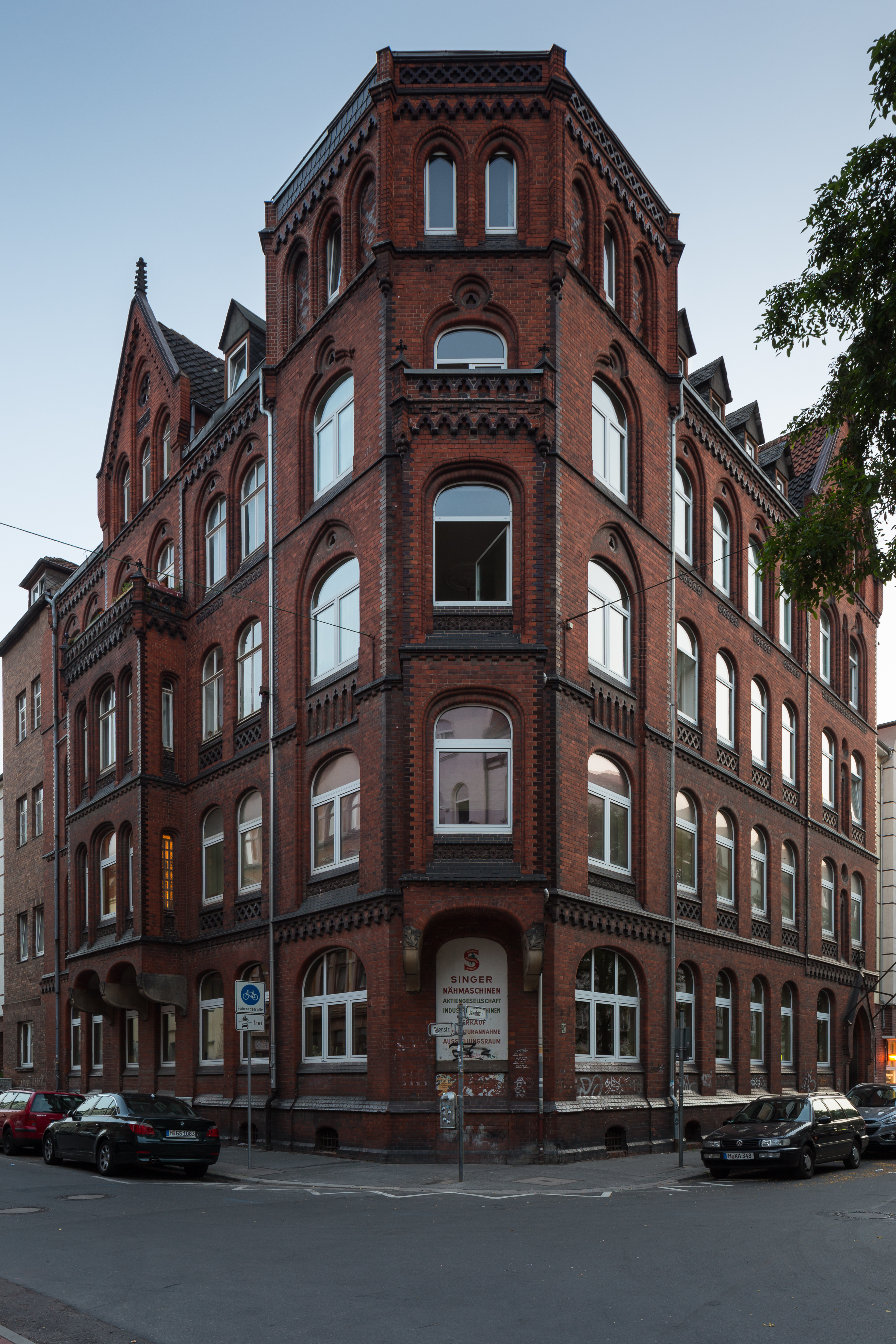
Blick auf das Haus Jakobistraße 9 Ecke Edenstraße im Stadtteil List

Das Haus Jakobistraße 9 in Hannover ist ein Ende des 19. Jahrhunderts errichtetes, heute denkmalgeschütztes Wohngebäude mit einem ehemaligen Ladengeschäft im Erdgeschoss. Der Maikäfer über dem Hauseingang ist ein Hinweis auf den historischen Sitz der Verwaltung der ehemals benachbarten, ausgedehnten Heizungsbau-Fabrikanlagen von Fritz Kaeferle. Standort des Gebäudes ist die Jakobistraße Ecke Edenstraße im hannoverschen Stadtteil List.

## Geschichte und Beschreibung

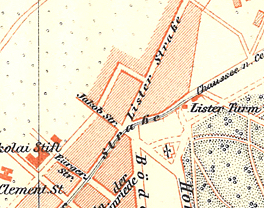
Das erste bebaute Stück der Jakobistraße als Ausschnitt des Stadtplan von Hannover um 1895:
Brockhaus Enzyklopädie, 14. Auflage, 1893–1895

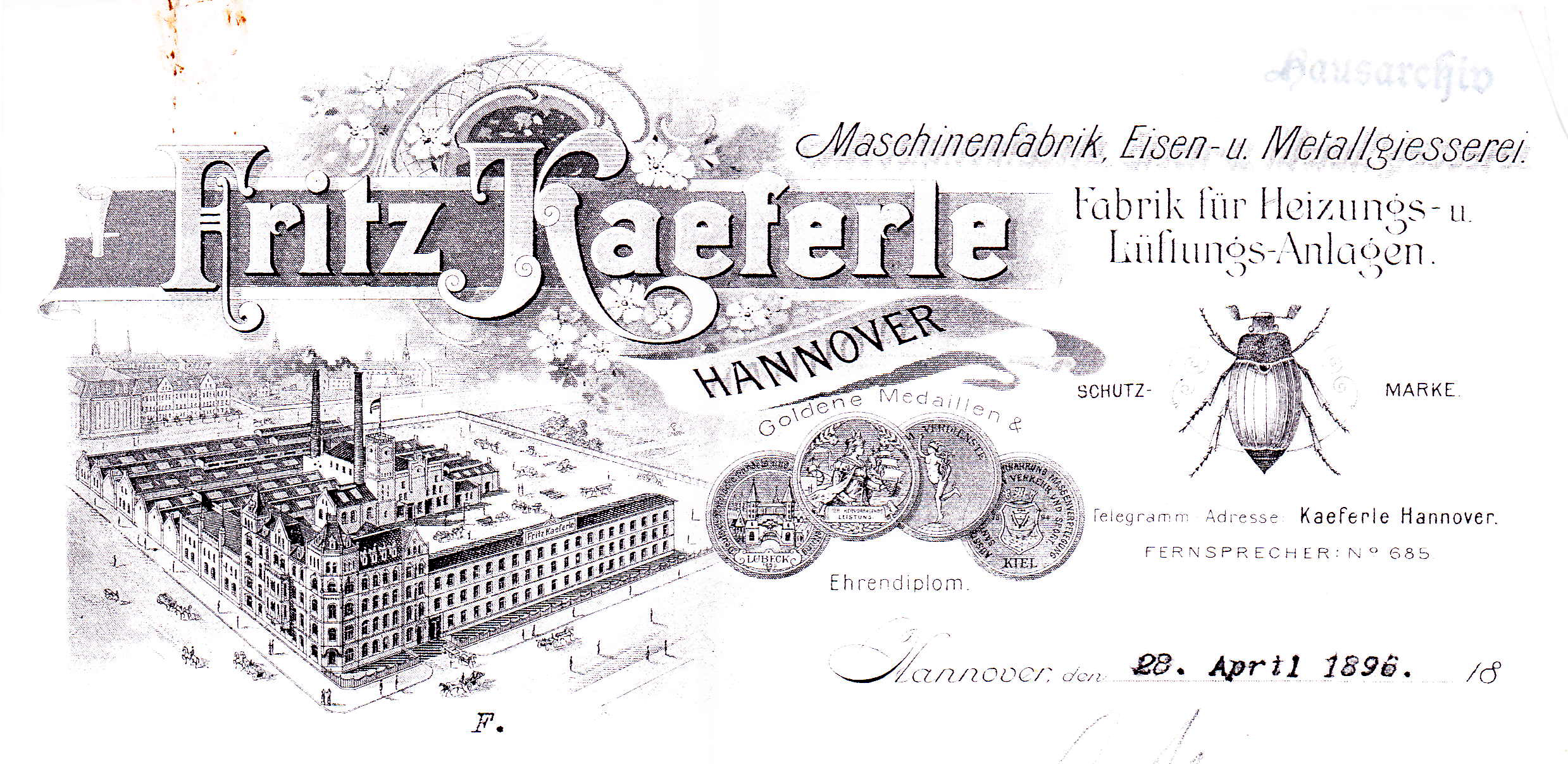
Briefkopf von Fritz Kaeferle mit einer Vogelschau über das Fabrikgelände

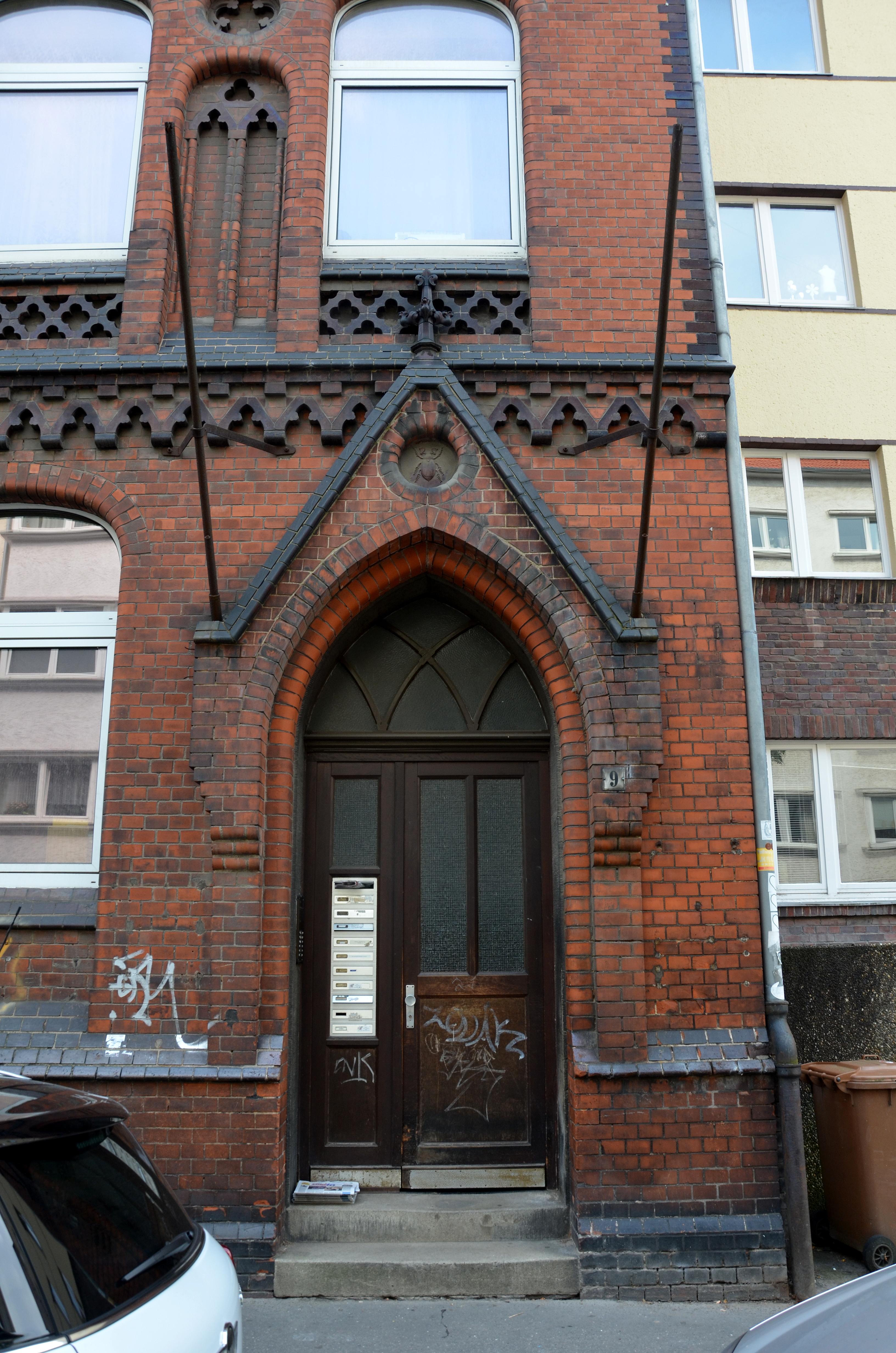
Hauseingang mit Formsteinen und Fahnenstangen

Die Jakobistraße war zur Zeit des Königreichs Hannover um 1850 als Gartenweg entstanden und erhielt ihren heutigen amtlichen Namen jedoch erst 1854. Zur Zeit des Deutschen Kaiserreichs im späten 19. Jahrhundert war die Erstbebauung des Terrains an der Lister Meile und der Bödekerstraße in der ehemaligen Vorstadt Hannovers bis auf wenige Lücken abgeschlossen. Mehr und mehr wurde das Gebiet nun von großstädtischen Mietswohnhäuser geprägt, die – je nach Entfernung zur Eilenriede – für unterschiedliche soziale Schichten erbaut wurden. Allerdings war ein Großteil des umliegenden Geländes noch überhaupt nicht bebaut, wie ein Blick auf einen Stadtplan von Hannover aus der Zeit um 1895 aufzeigt.
Zur Erstbebauung an der Jakobistraße zählen, ausgehend vom Lister Platz, das heutige Gebäudeensemble mit den Hausnummern 3, 5 und 9 sowie das Haus Edenstraße 42. Sie gelten als typische Beispiele der Mitte der 1890er Jahre für „bescheidene Ansprüche“ errichteten drei- bis viergeschossigen Wohnbauten, in deren Erdgeschossen typischerweise Läden vorgesehen waren und von denen in diesem Gebiet nur noch wenige Häuser in ihrer ursprünglichen Bauweise erhalten blieben. Die Bewohner waren hier anfangs vor allem „Arbeiter, Handwerker, Kleingewerbetreibende, Beamte und Angestellte mit niedrigem Einkommen.“
Typisch und insbesondere an der Jakobistraße 9 abzulesen ist stilistisch von der Hannoverschen Bauschule abhängige Fassade mit Verblend-Ziegeln und glasierten Sohlbänken, Zierbändern, Formsteinen und einer aufgelockerten Dachzone. Typisch auch die „städtebaulich-räumliche Gestaltung“ als aufeinander Bezug nehmendes Eckhaus, dessen abgeschrägte Gebäudekante diesen Teil der Fassade hervorhebt.
Das Terrakotta-Relief des Maikäfers zwischen zwei Fahnenstangen über dem Hauseingang der Jakobistraße 9 wies auf eine besondere Bedeutung des Gebäudes hin: Es diente als Verwaltungsgebäude von Fritz Kaeferle, dessen ausgedehnte Heizungsbau- und Maschinenfabrik mit Eisen- und Metallgießerei sich zwischen der Jakobi-, Eden- und Kollenrodtstraße erstreckte und bis an die Schulhöfe der beiden benachbarten, seinerzeitigen „Bürgerschulen“ der Stadt.

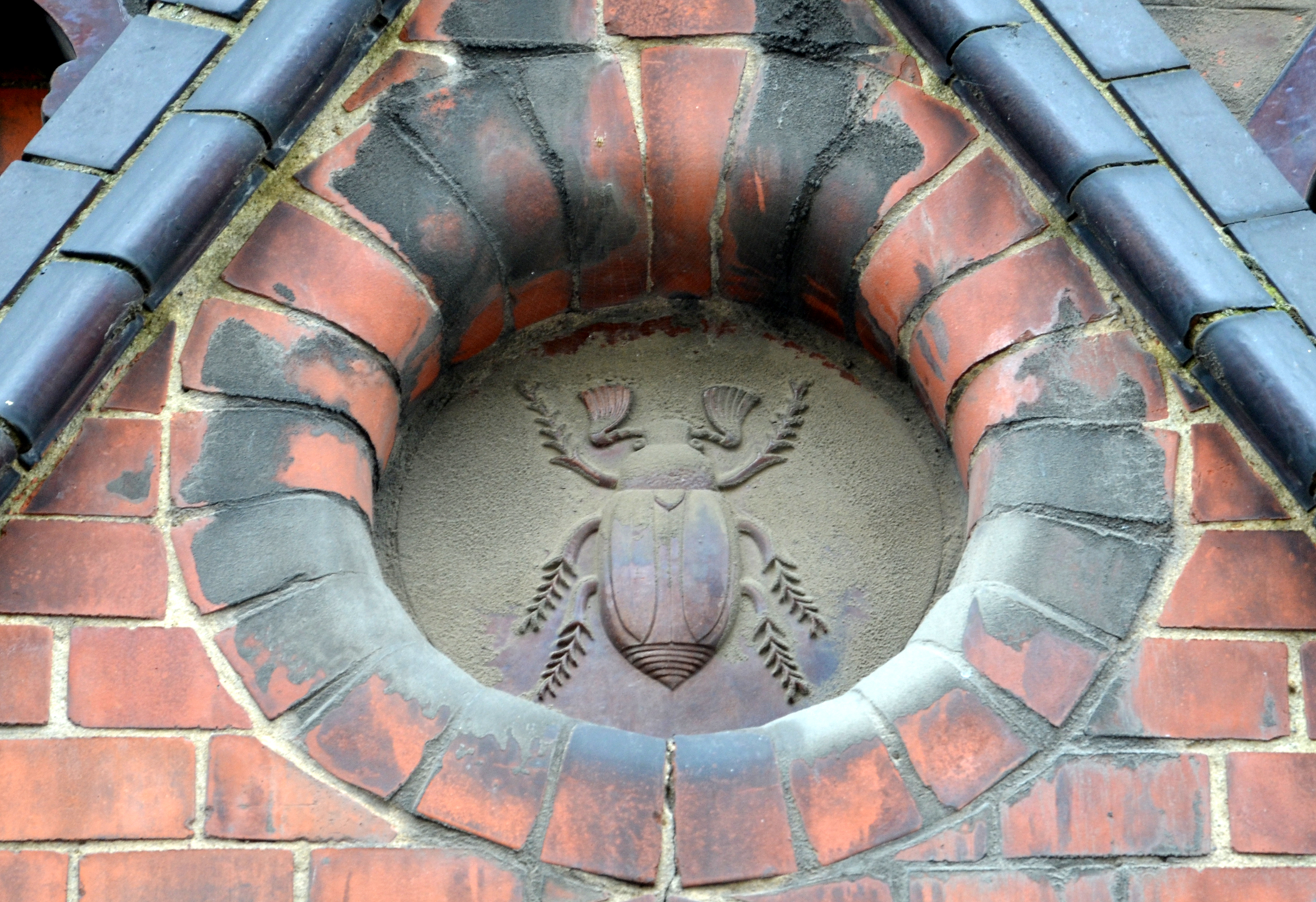
Der Maikäfer, hier in Terrakotta über dem Hauseingang, war das „Fabrik-Zeichen“ von Fritz Kaeferle

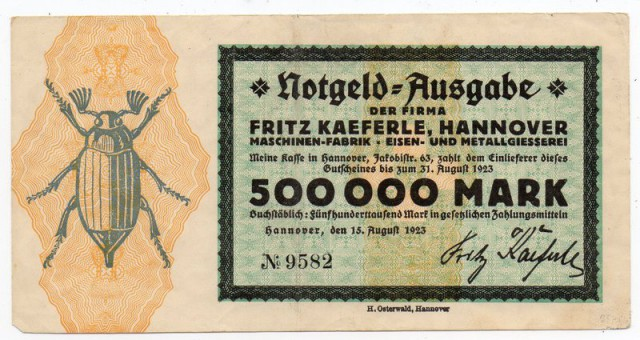
Notgeld-Gutschein über 500000 Mark vom 15. August 1923, auszahlbar an der „Kasse“ in der Jakobistraße 53

Nach dem Ersten Weltkrieg musste auch die Firma Kaeferle aufgrund der Deutschen Hyperinflation Notgeld an die Mitarbeiter ausgeben, die die Gutscheine teilweise innerhalb von zwei Wochen an der „Kasse“ in der Jakobistraße 53 einlösen konnten. In den 1920er Jahren der Weimarer Republik wurde die Fabrik schließlich geschlossen, diente jedoch noch lange den zahlreichen Kindern der Umgebung als „Abenteuerspielplatz“. An den 1929 dann angelegten Straßen Friedrich-Heeren-Straße und der Kranckestraße erhoben sich bald neuere Wohnblöcke, der hohe Fabrikschornstein von Kaeferle wurde jedoch erst in den 1930er Jahren gesprengt. Die Kinder der beiden Bürgerschulen mussten darüber einen Aufsatz schreiben.

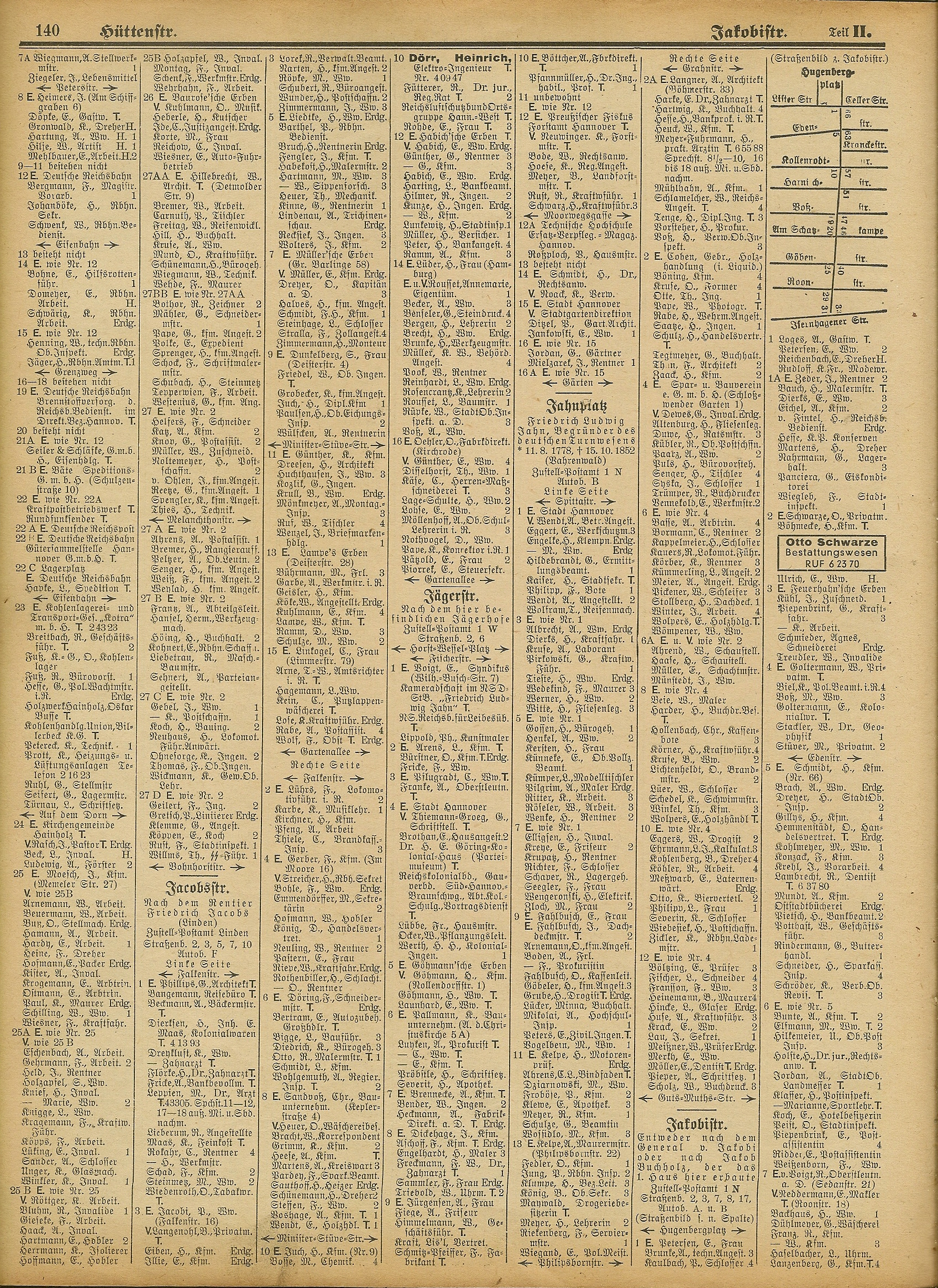
Straßenskizze (oben rechts) im Adressbuch der Stadt Hannover 1942

Zur Zeit des Nationalsozialismus soll in der Jakobistraße 9 laut dem Untertitel eines Fotos in der Hannoverschen Allgemeinen Zeitung ein „Hauptquartier“ der Nationalsozialisten eingerichtet gewesen sein. Nach dem Adressbuch der Stadt Hannover von 1942 lautete die Hausnummer seinerzeit die Nummer 63, dessen Eigentümer damals der in der Hohenzollernstraße 34 wohnende Baumeister H. Fittger war, dem auch die benachbarten Häuser Jakobistraße 61 und 62 gehörten. In Haus Nummer 63 aber, das Eckgebäude an der Edenstraße, war seinerzeit im Erdgeschoss mit dem einzigen Telefon-Anschluss des Hauses eine Einrichtung der NSDAP untergebracht, mit dem DAF-Ortswalter, der NS-Volkswohlfahrt und der NSDAP-Ortsgruppe Wilhelm-Gustloff-Platz (anstelle des heute wieder Lister Platz genannten Ortes). Ebenfalls im Erdgeschoss hatte die Hebezeug-Firma Thofehrn G.m.b.H ihren Sitz.

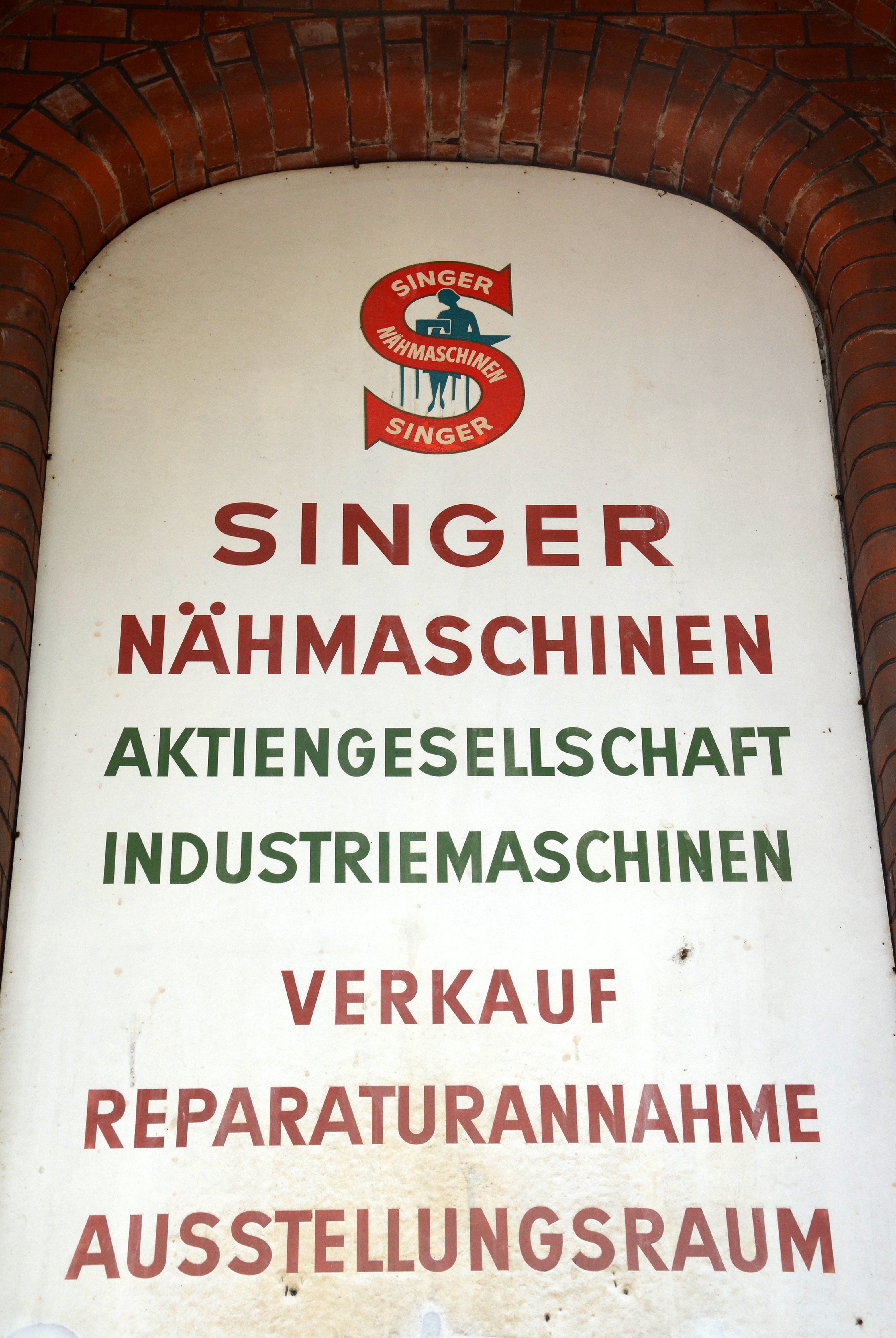
Blende vor einem Eckfenster mit Werbung für Nähmaschinen der Firma Singer

Eine Blende vor einem Fenster an der Ecke des Gebäudes weist zudem auf den Gebrauch zumindest von Teilen des Gebäudes für Nähmaschinen und Industriemaschinen der Firma Singer hin, auf „Verkauf, Reparaturannahme und Ausstellungsraum“.